# Star Trek: Discovery temporada 5
La cinquena i última temporada de la sèrie de televisió estatunidenca Star Trek: Discovery segueix la tripulació de la nau estel·lar Discovery al segle XXXII, més de 900 anys després de Star Trek: La sèrie original, en una aventura galàctica per trobar un poder misteriós que ha estat amagat durant segles i que altres grups perillosos també busquen. La temporada va ser produïda per CBS Studios en associació amb Secret Hideout i Roddenberry Entertainment, amb Alex Kurtzman i Michelle Paradise com a productors creadors. Sonequa Martin-Green interpreta Michael Burnham, capitana de la Discovery, juntament amb el retorn de Doug Jones, Anthony Rapp, Mary Wiseman, Wilson Cruz, Blu del Barrio, David Ajala i Tig Notaro. A ells s'uneix Callum Keith Rennie. El desenvolupament de la temporada va començar el març del 2020 perquè es pogués filmar consecutiva amb la quarta temporada, però aquests plans es van veure alterats per la pandèmia de COVID-19. La cinquena temporada es va encarregar oficialment el gener del 2022 i el rodatge va tenir lloc a Toronto, Ontario, de juny a novembre. Paramount va anunciar el març de 2023 que la temporada seria l'última de la sèrie, i que es van fer més rodatges un mes després per tal que la sèrie pogués concloure millor.
La temporada es va estrenar al servei de streaming Paramount+ el 4 d'abril de 2024, amb els seus dos primers episodis. Els altres vuit episodis es van publicar setmanalment fins al 30 de maig.

## Episodis
| Núm. total | Núm. de la temporada | Títol                  | Direcció              | Guió                               | Data d'emissió original |
| --- | -------------------- | ---------------------- | --------------------- | ---------------------------------- | ----------------------- |
| 56 | 1                    | «Red Directive»        | Olatunde Osunsanmi    | Michelle Paradise                  | 4 d'abril de 2024       |
| Al segle XXXII, el misteriós Dr. Kovich assigna a la capità Michael Burnham i a la tripulació de l'USS Discovery una missió ultrasecreta de "directiva vermella" per investigar una nau científica romulana de 800 anys d'antiguitat. Abans d'arribar-hi, els missatgers Moll i L'ak prenen alguna cosa de la nau. Kovich demana a Cleveland "Book" Booker, anteriorment missatger i parella romàntica de Burnham, que compleix condemna per crims contra la Federació Unida de Planetes, que ajudi a trobar Moll i L'ak, i ell condueix el Discovery i l'USS Antares al planeta Q'mau. Allà, Moll i L'ak es troben amb un androide anomenat Fred que revela que l'objecte és una caixa de trencaclosques romulana que conté un diari. Maten Fred i fugen. Burnham, Book i el capità Rayner de l'Antares persegueixen els missatgers i Rayner provoca accidentalment una allau que amenaça una ciutat propera. Burnham utilitza els escuts de la "Discovery" i de l'"Antares" per salvar la ciutat, permetent que Moll i L'ak escapin. Més tard, Kovich revela que el diari pertany a un equip de científics del segle XXIV que van buscar la tecnologia que els Progenitors van utilitzar per sembrar la galàxia amb vida. |                      |                        |                       |                                    |                         |
| 57 | 2                    | «Under the Twin Moons» | Doug Aarniokoski      | Alan McElroy                       | 4 d'abril de 2024       |
| Després de les seves accions a Q'mau, Rayner és portat davant d'una audiència disciplinària per la presidenta de la Federació, Laira Rillak, que creu que la imprudència de Rayner no és adequada per a la Flota Estel·lar en temps de pau. Utilitzant imatges del diari que van recuperar de la memòria de Fred, Burnham i «Discovery» viatgen al planeta funerari deshabitat de Lyrek, on creuen que hi està amagada la tecnologia Progenitor, o una pista. Burnham i el seu primer oficial Saru —en la seva última missió amb «Discovery» abans de convertir-se en ambaixador de la Federació per poder estar més a prop de la seva promesa, la presidenta de Ni'Var T'Rina— es transporta fins a Lyrek i desactiven un sistema de defensa automatitzat mitjançant un pols electromagnètic. Book contacta amb Moll i L'ak fent-se passar per un company missatger i s'assabenta que Moll és Malinne, la filla del seu mentor i homònim Cleveland Booker IV. Burnham i Saru troben un tros de mapa i també determinen que els missatgers estan de camí a Betazed quan la següent pista és en realitat sobre Trill. Quan Burnham s'assabenta que s'ha demanat a Rayner que dimiteixi de la Flota Estel·lar, ella li ofereix una segona oportunitat com a nou primer oficial. |                      |                        |                       |                                    |                         |
| 58 | 3                    | «Jinaal»               | Andi Armaganian       | Kyle Jarrow & Lauren Wilkinson     | 11 d'abril de 2024      |
| Saru lluita en el seu nou món polític, Rayner coneix a contracor la tripulació del Discovery, i Burnham viatja a Trill amb Book, el Dr. Hugh Culber i l'alferes Adira Tal, que es retroba amb el seu xicot, Gray. La parella decideix trencar perquè les seves vides van en direccions diferents. L'equip coneix l'amfitrió d'un simbiont Trill, Bix, l'amfitrió anterior del qual, Jinaal, era membre de l'equip de científics del segle XXIV. Culber ofereix transferir temporalment la consciència de Jinaal al seu cos perquè Jinaal pugui portar Burnham i Book a la següent pista. Els condueix a la natura salvatge on són atacats per diverses criatures grans. En adonar-se que les criatures estan defensant el seu niu, Book utilitza les seves habilitats empàtiques per calmar-los. Això convenç Jinaal que se'ls pot confiar per trobar la tecnologia dels Progenitors, explicant que els científics van amagar la tecnologia i les peces del mapa perquè no es pogués trobar fins que algú digne d'aquest poder la busqués. Els dóna el seu tros del mapa i les coordenades del següent tros. Culber queda commocionat per aquesta experiència de cos compartit. |                      |                        |                       |                                    |                         |
| 59 | 4                    | «Face the Strange»     | Lee Rose              | Sean Cochran                       | 18 d'abril de 2024      |
| Moll rastreja en secret la Discovery fins a Trill i planta un insecte del temps, una arma que queda de les Guerres Temporals, a Adira. Quan la Discovery arriba a les coordenades de la següent pista, l'insecte del temps s'activa i els atrapa en un cicle de salts a través del temps. Burnham i Rayner estaven transportant-se quan l'insecte del temps es va activar i van ser conscients del que va passar, mentre que l'enginyer en cap Paul Stamets també és conscient del que està passant a causa del seu ADN únic. Els tres salten per diversos períodes de la història de la nau, incloent-hi quan estava en construcció, lluitant contra el malèvol Control IA, viatjant del segle XXIII al XXXII, sent segrestats per Osyraa, i un possible futur on Moll i L'ak han trobat la tecnologia dels Progenitors i ha estat utilitzada pel Breen per devastar la Federació. Saltant a unes setmanes després que Burnham abordés per primera vegada la "Discovery", convenç la tripulació perquè l'ajudin a ella, Rayner i Stamets a trencar el cicle i tornar al moment correcte, enfrontant-se al seu jo més jove i amotinat en el procés. Estar atrapats en el cicle temporal dóna a Moll i L'ak un avantatge de sis hores en la següent pista |                      |                        |                       |                                    |                         |
| 60 | 5                    | «Mirrors»              | Jen McGowan           | Johanna Lee & Carlos Cisco         | 25 d'abril de 2024      |
| Moll i L'ak han entrat en un forat de cuc inestable. Burnham i Book entren en una llançadora i troben les restes de la nau de Moll i L'ak al costat de l'ISS Enterprise, una versió alternativa de l'USS Enterprise de l'Univers mirall. La nau va ser portada a aquest univers per refugiats que escapaven del despietat Imperi Terrà, i un dels refugiats es va unir a l'equip de científics del segle XXIV. Ella va amagar el seu tros del mapa a la nau, que Burnham recupera juntament amb la següent pista. Book intenta raonar amb Moll utilitzant la seva connexió amb el seu pare, però ella no n'està convençuda perquè el seu pare la va abandonar quan era petita. Burnham i Book apel·len a l'amor mutu de Moll i L'ak, però L'ak revela que hi ha una recompensa "erigah" per ells perquè va trair el seu poble, els Breen, per estar amb Moll. Esperen vendre la tecnologia dels Progenitors per escapar de la recompensa i traslladar-se a una colònia pacífica al Quadrant Gamma. Moll desprèn accidentalment la llançadora, obligant Burnham i Book a pilotar l'"Enterprise" fora del forat de cuc amb l'ajuda de Rayner i la tripulació de la "Discovery". Moll i L'ak escapen en una càpsula warp. |                      |                        |                       |                                    |                         |
| 61 | 6                    | «Whistlespeak»         | Chris Byrne           | Kenneth Lin & Brandon Schultz      | 2 de maig de 2024       |
| Kovich identifica els cinc científics que van amagar els trossos del mapa, cosa que permet a Discovery determinar que la següent pista apunta a una torre meteorològica denobulana a Halem'no que reté les tempestes de sorra mortals i proporciona pluja. La torre està amagada com una muntanya per ocultar la tecnologia avançada dels Halem'nites, una societat pre-curvatura que no hauria de ser interferida segons la Primera Directiva de la Flota Estel·lar. Burnham i Sylvia Tilly s'uneixen als Halem'nites disfressades. Amb l'ajuda d'Adira, Burnham repara el panell de control defectuós de la torre mentre Tilly participa en una cursa per accedir a la torre. Ella i una de les Halem'nites, Ravah, guanyen la cursa i són tancades dins de la torre com a sacrificis als déus Halem'nites. Burnham viola la Primera Directiva per alliberar-los i revelar als Halem'nites que la torre és tecnologia avançada que no requereix cap sacrifici. Recuperen el tros del mapa i la següent pista, abans de ser informats que han trobat Moll i L'ak. Mentrestant, Culber rep ajuda de Stamets i Book mentre lluita per acceptar l'impacte de l'experiència del cos compartit en la seva espiritualitat |                      |                        |                       |                                    |                         |
| 62 | 7                    | «Erigah»               | Jon Dudkowski         | M. Raven Metzner                   | 9 de maig de 2024       |
| Culber intenta tractar L'ak, que va resultar ferit a l'enfrontament de l'"Enterprise", però no està familiaritzat amb la fisiologia breen. El primarca Ruhn, el líder d'una facció breen, arriba a la seu de la Federació per recuperar L'ak, que revela que és el nebot de Ruhn i un descendent directe de l'antic emperador breen; Ruhn vol utilitzar L'ak per legitimar el seu propi dret al tron. Rayner revela el seu passat com a supervivent d'una ocupació Breen que va matar tota la seva família, i Burnham utilitza aquesta informació per convèncer Ruhn que prendre L'ak causaria més conflictes amb altres faccions Breen. L'ak pateix una sobredosi en un intent fallit d'ajudar Moll a escapar de la custòdia. Els metges Breen l'ajuden a petició de Burnham, però L'ak mor i Ruhn declara la guerra a la Federació. Moll li revela la seva recerca de la tecnologia dels Progenitors, que espera que es pugui utilitzar per ressuscitar L'ak. Ruhn se l'emporta amb ell, posant "Discovery" en una cursa amb els Breen per trobar la tecnologia. Stamets, Book, Tilly, Adira i l'enginyer Jett Reno determinen que la següent pista apunta a la "Galeria i Arxiu Eternal" a la regió espacial de Badlands. |                      |                        |                       |                                    |                         |
| 63 | 8                    | «Labyrinths»           | Emmanuel Osei-Kuffour | Lauren Wilkinson & Eric J. Robbins | 16 de maig de 2024      |
| Quan la Discovery arriba a l'Arxiu, l'arxivera Hy'Rell condueix Burnham al manuscrit que suposadament conté l'últim tros del mapa. També dóna a Book un retall de l'Arrel del Món, una peça inestimable de la seva cultura després de la destrucció del seu planeta. Burnham és transportada a una simulació de paisatge mental on una IA, en la forma de Book, posa a prova la seva vàlua per trobar la tecnologia dels Progenitors, mentre Book i Rayner lluiten contra les forces atacants de Breen. Finalment, Burnham admet que està impulsada per les seves pors al fracàs i la pèrdua, superant la prova de la IA i obtenint la ubicació del tros del mapa. També se li dóna informació addicional sobre com accedir a la tecnologia un cop a la destinació del mapa. Després que "Discovery" copiï el mapa complet, Burnham el dóna a Ruhn a canvi d'una promesa de no destruir l'Arxiu. Els Breen disparen sobre la "Discovery" i Burnham fingeix la destrucció de la nau. Ruhn decideix destruir l'Arxiu de totes maneres, preocupant alguns dels seus seguidors. Moll aprofita aquest descontentament i organitza un motí, matant Ruhn i unint les seves forces darrere del seu pla per ressuscitar L'ak. |                      |                        |                       |                                    |                         |
| 64 | 9                    | «Lagrange Point»       | Jonathan Frakes       | Sean Cochran & Ari Friedman        | 23 de maig de 2024      |
| La Discovery arriba a la ubicació de la tecnologia dels Progenitors i troba una estructura al Punt de Lagrange entre dos forats negres primordials. Moll i els Breen també arriben i capturen l'estructura. Burnham planeja un atracament per recuperar l'estructura del cuirassat de Moll, mentre que els Breen descobreixen un portal dins de l'estructura. En assabentar-se de la mort de Ruhn, la primarca Tahal —un altre líder Breen responsable de la mort de la família de Rayner— es proposa reclamar les forces de Ruhn; Saru s'ofereix voluntari per interceptar les forces de Tahal amb l'esperança d'aturar-les i donar temps a la "Discovery" per recuperar la tecnologia. Burnham aborda en secret el cuirassat amb Book, Adira i l'oficial tàctic Gen Rhys. Rhys protegeix Adira mentre derroquen els escuts del cuirassat, i Burnham i Book asseguren l'estructura i parlen de la seva relació. Quan són descoberts, Burnham fa que lal "Discovery" envestiixi la badia del transbordador, cosa que comença a arrossegar-ho tot a l'espai. Moll, que porta el cos de L'ak en una memòria de patrons portàtil, i Burnham entren al portal abans que sigui arrossegat a l'espai i alliberat de l'estructura. |                      |                        |                       |                                    |                         |
| 65 | 10                   | «Life, Itself»         | Olatunde Osunsanmi    | Kyle Jarrow & Michelle Paradise    | 30 de maig de 2024      |
| El portal porta Burnham i Moll a una estructura de dimensió superior on Burnham convenç Moll perquè treballin junts. Book i Culber retenen el portal amb un raig tractor d'una llançadora utilitzant el coneixement que Culber va heretar de Jinaal, i Saru convenç Tahal perquè es mantingui allunyat, tot i que envia una nau exploradora a investigar. Burnham accedeix a la tecnologia i connecta amb la consciència d'una Progenitora que explica que és lliure d'utilitzar la tecnologia, però que no pot tornar a la vida L'ak. Burnham marxa amb Moll mentre la tripulació de la "Discovery" utilitza el seu sistema de propulsió únic basat en espores per enviar el cuirassat Breen i la nau exploradora de Tahal al límit de la galàxia. Burnham decideix que ningú hauria de controlar la tecnologia dels Progenitors i allibera el portal en un dels forats negres. Setmanes més tard, la tripulació assisteix al casament de Saru i T'Rina, on Burnham i Book afirmen el seu amor mutu i accepten una nova missió de Kovich, que es revela com l'agent que viatja en el temps Agent Daniels; també té previst oferir una feina a Moll. Anys més tard, Burnham i Book tenen un fill, Leto, que és un nou capità de la Flota Estel·lar. Burnham, ara almirall, porta la «Discovery», que és restaurada al seu aspecte del segle XXIII, a un lloc específic on el seu ordinador intel·ligent, la Zora, esperarà durant molt de temps com a part d'una nova missió de directiva vermella. |                      |                        |                       |                                    |                         |

## Repartiment i personatges

### Principal
- Sonequa Martin-Green com a Michael Burnham[1]
- Doug Jones com a Saru[2]
- Anthony Rapp com a Paul Stamets[2]
- Mary Wiseman com a Sylvia Tilly[2]
- Wilson Cruz com a Hugh Culber[2]
- Blu del Barrio com a Adira Tal[2]
- Callum Keith Rennie com a Rayner[3]
- David Ajala com a Cleveland "Book" Booker[2]
- Tig Notaro com a Jett Reno[4]

### Recurrent
- Oded Fehr com a Charles Vance[5]
- David Cronenberg com a Kovich[3]
- Annabelle Wallis com a la veu de Zora[6]
- Tara Rosling com a T'Rina[5]
- Eve Harlow com a Moll[3]
- Elias Toufexis com a L'ak[3]

### Convidats destacats
- Chelah Horsdal com a Laira Rillak[5]
- Ian Alexander com a Gray Tal[7]
- Hannah Cheesman com a Airiam[8]
- Rachael Ancheril com a Nhan[9]

## Producció

### Desenvolupament
El desenvolupament d'una cinquena temporada de Star Trek: Discovery havia començat el març del 2020, quan es treballava en la quarta temporada, per permetre que les dues temporades es filmessin consecutivament, però aquests plans es van veure alterats per la pandèmia de COVID-19. A l'octubre, el productor executiu i co-productor creador Alex Kurtzman va dir que quedaven "anys i anys a Discovery" i va assenyalar el precedent de diverses sèries anteriors de Star Trek que duraven set temporades cadascuna. Una cinquena temporada de 10 episodis va ser encarregada oficialment per Paramount+ el gener del 2022, amb el nombre d'episodis reduït respecte a les temporades anteriors per alinear-la amb la l'altra sèrie Star Trek del servei. El març de 2023, Paramount va anunciar que la temporada seria l'última de la sèrie, cosa que va sorprendre el repartiment i l'equip. La decisió es va prendre enmig d'una retallada de costos per al contingut en streaming de Paramount.

### Escriptura
Kurtzman va declarar a l'octubre de 2020 que totes les temporades posteriors a la tercera continuarien ambientades al segle XXXII. La co-productora creadora Michelle Paradise va indicar a l'agost de 2021 que l'escriptura de la cinquena temporada encara no havia començat. Els guionistes estaven a "ple rendiment" el març de 2022, treballant simultàniament amb la postproducció de la quarta temporada, i alguns guions ja s'havien escrit per a la cinquena temporada quan es va estrenar el final de la quarta temporada el 17 de març. Paradise estava treballant en el guió del final de temporada a finals d'agost de 2022, i el va completar el 12 de setembre.
El productor executiu i director de producció Olatunde Osunsanmi va dir que la cinquena temporada s'inspiraria més en els seus temes i la seva manera de narrar de Star Trek: La sèrie original i Star Trek: La nova generació que en les temporades anteriors, i que presentaria "més exploració i més aventura". El director freqüent de Star Trek Jonathan Frakes va dir que la temporada tenia un estil d'acció i aventura inspirat en la franquícia Indiana Jones en lloc del to "emo pesat" de la quarta temporada, i va indicar que aquest canvi era un mandat dels estudis que els productors creadors i el repartiment havien adoptat; el repartiment i l'equip s'hi referien com "la temporada d'aventures". La història de la temporada segueix l'USS Discovery en una aventura galàctica per trobar un poder misteriós que ha estat amagat durant segles i que altres grups perillosos també busquen.

### Càsting
La temporada està protagonitzada pel retorn de Sonequa Martin-Green com a Michael Burnham, Doug Jones com a Saru, Anthony Rapp com a Paul Stamets, Mary Wiseman com a Sylvia Tilly, Wilson Cruz com a Hugh Culber, Blu del Barrio com a Adira Tal, David Ajala com a Cleveland "Book" Booker, i Tig Notaro com a Jett Reno. S'hi uneix Callum Keith Rennie com a Rayner, un capità de la Flota Estel·lar en temps de guerra que lluita per adaptar-se a la pau. El càsting de Rennie es va anunciar a l'octubre de 2022, juntament amb els convidats recurrents Eve Harlow i Elias Toufexis com a parella fora de la llei Moll i L'ak. També tornen de temporades anteriors Oded Fehr com a Charles Vance, David Cronenberg com a Kovich, Annabelle Wallis com a la veu de Zora, Tara Rosling com a T'Rina, Chelah Horsdal com a Laira Rillak, Ian Alexander com a Gray Tal, Hannah Cheesman com a Airiam, i Rachael Ancheril com a Nhan.

### Rodatge
La sèrie es va filmar als Pinewood Toronto Studios de Toronto, Canadà. La preproducció de la temporada va començar el març del 2022. Osunsanmi va dir que la temporada continuaria utilitzant el videomosaic que es va construir per a la producció virtual a la quarta temporada, i que l'equip aprofitaria les lliçons apreses sobre la tecnologia la primera vegada que la fessin servir. El rodatge de la cinquena temporada va començar el 13 de juny del 2022, i acabat el 20 de novembre. Frakes va dirigir la primera meitat del final i Osunsanmi va dirigir la segona meitat. Osunsami va fer dos o tres dies de rodatge addicional a l'abril de 2023 per actualitzar l'últim episodi de la temporada perquè pogués servir millor com a final de sèrie. Paradise va dir que no calia fer cap canvi a la resta de la temporada i va considerar que el públic que no sabés que havia fet aquests canvis creuria que la temporada sempre havia estat pensada per ser la final.

### Música
El 18 d'octubre de 2024, Lakeshore Records va publicar digitalment un àlbum de la banda sonora de la temporada amb seleccions de la banda sonora del compositor Jeff Russo. Tota la música és de Jeff Russo:
| 1.            | «Space Action»                         | 1:15    |
| 2.            | «Tipsy Tilly»                          | 2:01    |
| 3.            | «Moll and Lak Visit Fred»              | 2:54    |
| 4.            | «Back Me Up»                           | 2:46    |
| 5.            | «Battle Mol and Lak»                   | 1:48    |
| 6.            | «Warp Bubble»                          | 3:13    |
| 7.            | «On Qmau»                              | 1:03    |
| 8.            | «Eyes Peeled»                          | 1:09    |
| 9.            | «Last Dance»                           | 1:17    |
| 10.           | «Battle with Drones»                   | 2:43    |
| 11.           | «Sarus Solution»                       | 2:07    |
| 12.           | «Blow Up Head»                         | 2:51    |
| 13.           | «New First Officer»                    | 1:28    |
| 14.           | «Trouble in Paradise»                  | 1:27    |
| 15.           | «Jinaal's Story»                       | 2:24    |
| 16.           | «Grey and Adira Breakup»               | 2:03    |
| 17.           | «Life Is a Journey»                    | 2:44    |
| 18.           | «Time Bug»                             | 3:37    |
| 19.           | «Through the Wormhole»                 | 2:51    |
| 20.           | «Shuttle Gone»                         | 1:26    |
| 21.           | «Shape Your Future»                    | 2:53    |
| 22.           | «Sickbay Standoff»                     | 1:32    |
| 23.           | «Flashback 2 Green Eye»                | 2:18    |
| 24.           | «Lak Injured»                          | 4:08    |
| 25.           | «Culber's Abuela»                      | 1:52    |
| 26.           | «Concerned Father»                     | 2:01    |
| 27.           | «Test of Thirst»                       | 2:22    |
| 28.           | «Are There No Gods»                    | 3:14    |
| 29.           | «Massive Responsibility»               | 3:24    |
| 30.           | «Lak Is Fading»                        | 1:38    |
| 31.           | «Message from Breen»                   | 1:49    |
| 32.           | «Facing Breen»                         | 4:00    |
| 33.           | «Medics Arrive»                        | 3:51    |
| 34.           | «Let Moll Go»                          | 2:22    |
| 35.           | «Into the Badlands»                    | 2:00    |
| 36.           | «You Fail You Die»                     | 2:39    |
| 37.           | «Engineering Figures It Out»           | 2:20    |
| 38.           | «Complete the Map»                     | 1:46    |
| 39.           | «Dual Back Holes»                      | 2:18    |
| 40.           | «Getting to Shuttle Bay»               | 1:40    |
| 41.           | «Distraction»                          | 2:42    |
| 42.           | «Rayner Takes Command»                 | 2:16    |
| 43.           | «Think Like Progenitors»               | 1:24    |
| 44.           | «Meeting Progenitor»                   | 2:48    |
| 45.           | «Michael the Steward»                  | 2:46    |
| 46.           | «Michael Returns»                      | 2:18    |
| 47.           | «Saru's Wedding»                       | 3:38    |
| 48.           | «True Love»                            | 3:13    |
| 49.           | «Happy Family»                         | 2:04    |
| 50.           | «Jump Breen»                           | 2:33    |
| 51.           | «Just Let It Go»                       | 2:42    |
| 52.           | «Advice for Son»                       | 3:03    |
| 53.           | «Goodbye to Crew – Farewell Discovery» | 5:42    |
| 54.           | «Season 5 End Credits»                 | 0:59    |
| 55.           | «The Map»                              | 2:25    |
| Durada total: | Durada total:                          | 2:13:47 |

## Màrqueting
Per celebrar el "Star Trek Day" el 8 de setembre de 2022, es va publicar un vídeo de Cruz fent una visita guiada durant el rodatge del quart episodi de la temporada. La temporada es va promocionar durant el panell "Star Trek Universe" a la New York Comic Con a l'octubre, amb Rapp i Cruz parlant de la temporada juntament amb els productors executius Kurtzman, Paradise i Rod Roddenberry. Martin-Green es va unir al panell virtualment des del plató per presentar un tràiler de la temporada que presentava nous membres importants del repartiment. Justin Carter de Gizmodo va dir que el tràiler era curt i semblava estar influenciat principalment per Indiana Jones. Samantha Coley de Collider va dir que el tràiler no revelava gaire sobre la trama, però sentia que tenia un "fort corrent subterrani de deleit" que la quarta temporada no tenia. Coley va dir que aquesta podria ser la temporada més divertida des de la inclusió de Christopher Pike a la segona temporada.
Amb l'anunci que aquesta seria la temporada final, Paramount va dir que hi hauria esdeveniments arreu del món per celebrar la sèrie durant el proper any. Tanmateix, el repartiment i l'equip no van poder participar en el màrqueting durant la vaga de guionistes dels Estats Units de 2023, que va començar el maig del 2023, i la vaga del SAG-AFTRA de 2023, que va començar al juliol. Paramount va publicar un clip extès de la temporada, presentant els seus nous personatges recurrents, al panell de l'Univers Star Trek a la San Diego Comic-Con a finals de juliol; el panell no incloïa membres del repartiment ni de l'equip. Kurtzman va parlar breument de la temporada en un panell de l'Univers Star Trek a la New York Comic Con a l'octubre, poc després que acabés la vaga de guionistes, però el panell es va centrar principalment en projectes que no es van veure afectats per les vagues. La vaga de SAG-AFTRA va acabar al novembre, permetent al repartiment participar en el màrqueting a partir d'ara. Més tard aquell mateix mes, Martin-Green va parlar de la sèrie en un panell "Dones en la ciència-ficció" a la Fan Expo: San Francisco. Va promocionar la sèrie amb Paradise a la CCXP al desembre, on es va publicar un altre clip.
Es va publicar un tràiler complet de la temporada durant el IGN Fan Fest al febrer de 2024. Martin-Green, Jones, Cruz i Rapp van parlar de la sèrie com a part de l'esdeveniment. Cheryl Eddy a Gizmodo va destacar l'enfocament del tràiler en els "comiats", mentre que John Orquiola de Screen Rant va assenyalar el tràiler centrat en els nous personatges de la temporada. El primer episodi de la temporada es va estrenar a SXSW a mitjans de març, i també es va mostrar a WonderCon a finals de mes. Paradise va parlar de la sèrie en ambdós esdeveniments amb diferents membres del repartiment i l'equip; Cruz, que no va poder tornar per al rodatge addicional, va dir que el màrqueting de la sèrie amb el repartiment va ser catàrtic.

## Estrena
Originalment, la temporada s'havia d'estrenar a Paramount+ als Estats Units a principis del 2023, però es va retardar quan es va revelar que la temporada era l'última de la sèrie. Es va estrenar el 4 d'abril de 2024, amb els seus dos primers episodis. Els altres vuit episodis es van estrenar setmanalment. Paramount+ també va estrenar la temporada al Regne Unit, Suïssa, Corea del Sud, Amèrica Llatina, Alemanya, França, Itàlia, Austràlia, Àustria i Canadà. Va ser estrenada a Nova Zelanda per TVNZ, a Grècia per Cosmote TV i en altres països per SkyShowtime (una combinació de Paramount+ i Peacock per a part d'Europa), i es va emetre al Canadà al CTV Sci-Fi Channel.

## Recepció

### Resposta crítica
El lloc web agregador de ressenyes Rotten Tomatoes va informar d'un 80% d'aprovació basat en 20 ressenyes. El consens crític del lloc web diu: "Alleugerint-se just a temps per a un últim viatge, Star Trek: Discovery conclou amb una missió que envia aquesta tripulació en particular de manera emocionant". Collider va nomenar la temporada una de les sèries més esperades del 2024..

### Reconeixements
| Any  | Premi                                            | Categoria                                                                        | Receptor                                                                                   | Resultat | Ref.   |
| ---- | ------------------------------------------------ | -------------------------------------------------------------------------------- | ------------------------------------------------------------------------------------------ | -------- | ------ |
| 2024 | Premis Black Reel TV                             | Millor actuació principal en una sèrie dramàtica                                 | Sonequa Martin-Green                                                                       | Nominat  | [ 50 ] |
| 2024 | Premis de l'Associació Professional de Hollywood | Millor gradació de color: episodi d'acció real o llargmetratge no cinematogràfic | Todd Bochner (per "Red Directive")                                                         | Nominat  | [ 51 ] |
| 2024 | Premis de l'Associació Professional de Hollywood | Efectes visuals destacats – Episodi o temporada de sèrie d'acció real            | Aleksandra Kochoska Dekovic, Brian Tatosky, Charles Collyer, Chelsea Wynne i Shawn Ewashko | Nominat  | [ 51 ] |
| 2025 | Premis GLAAD Media                               | Sèrie dramàtica destacada                                                        | Star Trek: Discovery                                                                       | Nominat  | [ 52 ] |
| 2025 | Premis Saturn                                    | Millor sèrie de televisió de ciència-ficció                                      | Star Trek: Discovery                                                                       | Nominat  | [ 53 ] |